# Sophronica subparallela
Sophronica subparallela là một loài bọ cánh cứng trong họ Cerambycidae.